# Palmar (Ecuador)
La comuna Palmar fue fundada el 22 de febrero de 1938 mediante el acuerdo ministerial N° 185, Palmar ha sido desde hace muchos años, el puerto de la Parroquia Colonche y fue la primera población que existió en la zona.

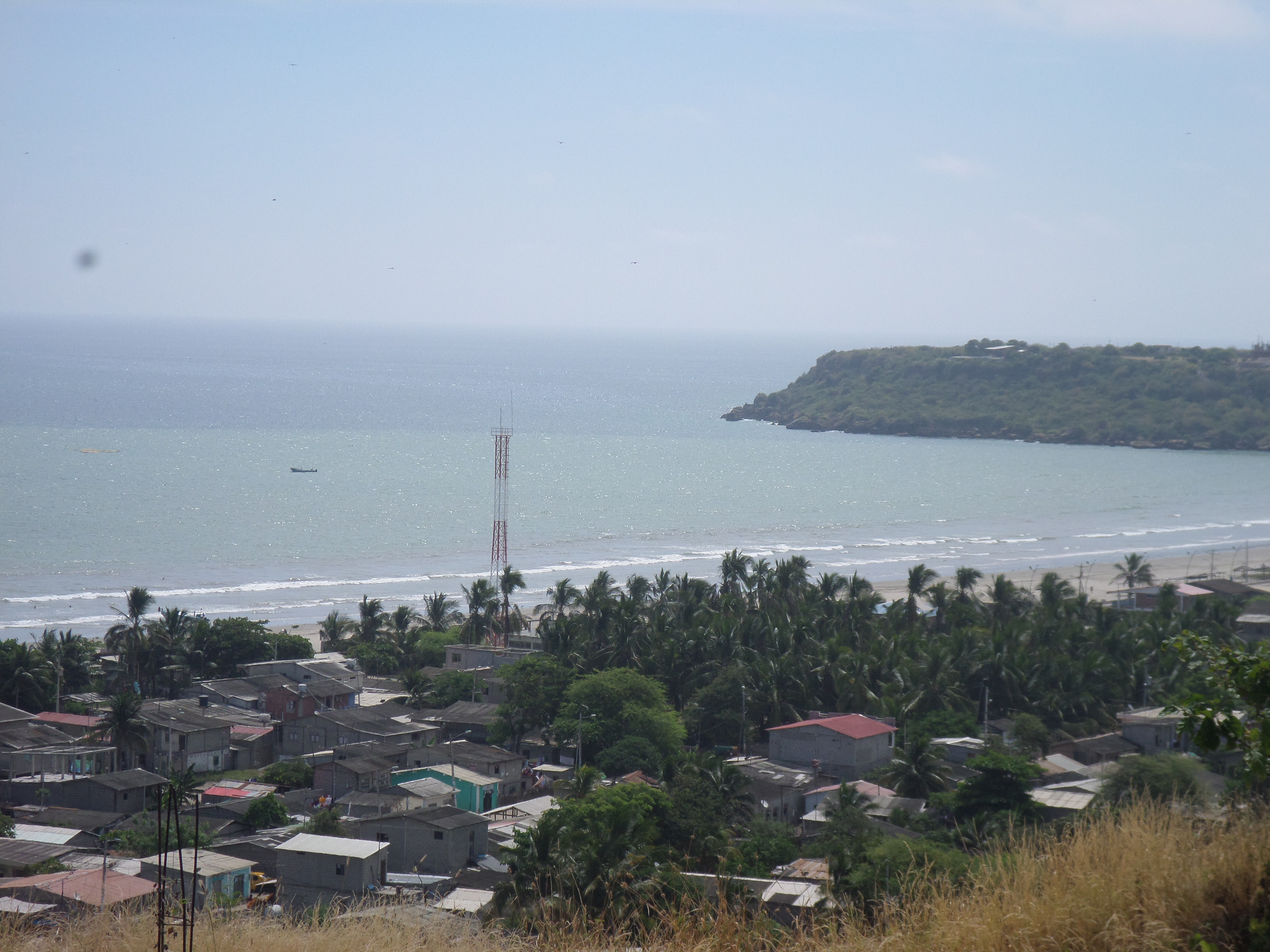
Palmar desde el Santuario de Fátima

## Historia
En el año 1888 llegó un sacerdote a estas comarcas pobladas por humildes pescadores asentados en la parte norte, al entrevistarse con los mismos, dijo llamarse Rafael Tomás. Al preguntarles a los habitantes el nombre del caserío, contestaban que se denominaba ESTERO DE BALSAS, ya que dicho estero tenía una conexión con el mar donde entraban gran cantidad de balsas. El misionero, por la gran cantidad de palmeras, decidió cambiar el nombre de la localidad a Palmar. 
La actividad que realizaban estas personas era la pesca, la cual era de forma artesanal, y de sus propias ideas elaboraban los materiales con los cuales salían a realizar sus faenas diarias, como en ese tiempo nuestras costas eran abundantes en fauna marina, los pescadores siempre tenían un buen día de recolección de toda clase de mariscos. 
En el año de 1893, llegaron barcos que venían de otros países, a los cuales los habitantes denominaron “balleneros”; llamados así porque solo cazaban ballenas. Debido a la llegada de los nuevos visitantes, se dio origen al mestizaje. El único medio de transporte eran las llamadas “balandras” las mismas que llegaban hasta el estero en donde descargaban los víveres de primera necesidad. El agua la adquirían por medio de pozos cavados por ellos mismos. Con relación al clima, los inviernos eran fuertes lo que producían deslaves dando origen a la aparición de los camarones, estos eran llamados “ingleses” por su color rojo. En la actualidad, se los conoce como langostinos, los cuales eran cazados con atarrayas.

## Datos geográficos

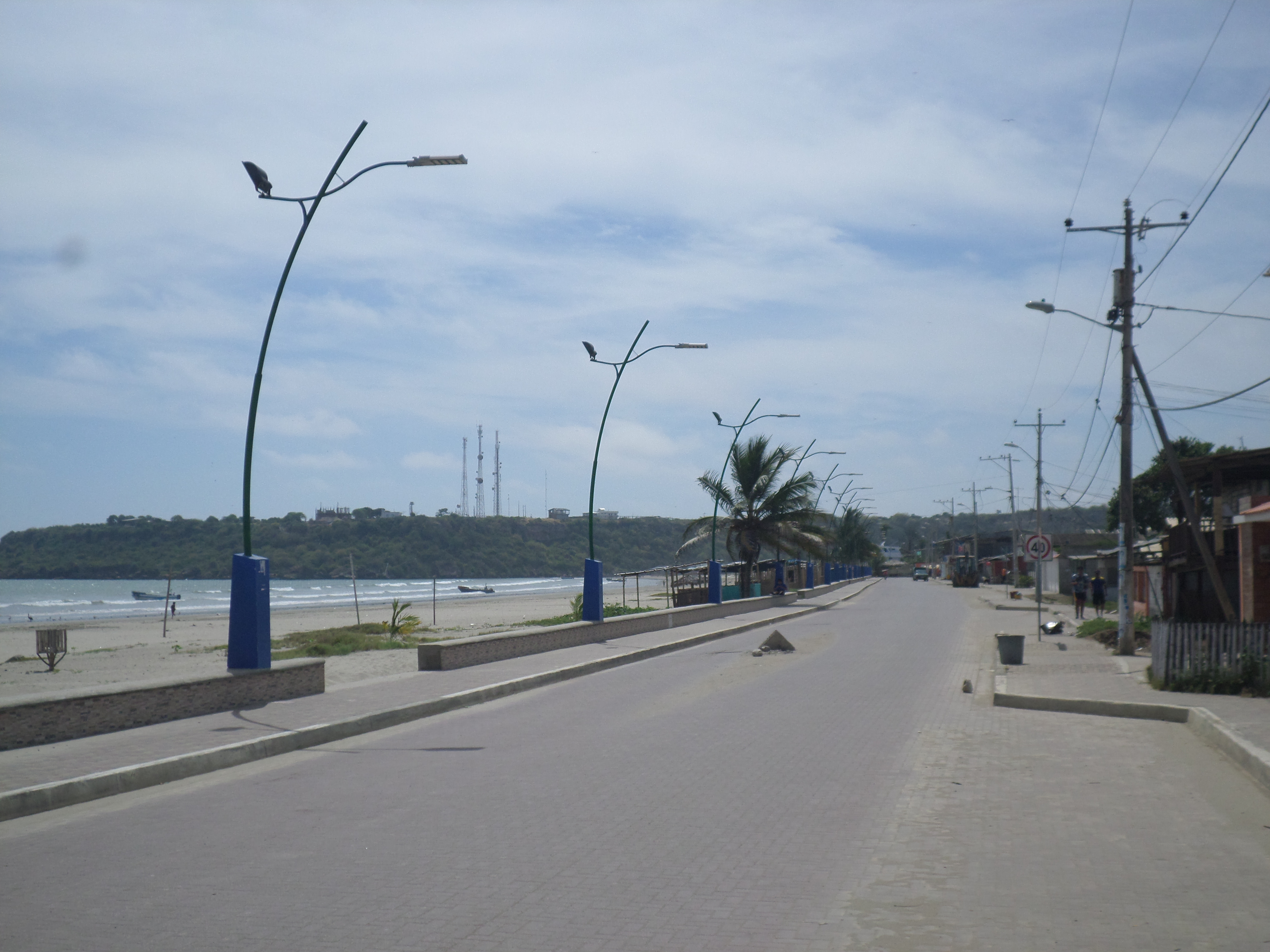
Vista del malecón de Palmar

Delimita al norte con la Comuna Ayangue, al Sur por la Comuna Jambelí, al Este por las estribaciones de la Cordillera Colonche y al Oeste por el Océano Pacífico. La altitud promedio de la comuna Palmar está entre 0 a 100 metros sobre el nivel del mar aproximadamente, se ubica en la entrada del km 176 en la vía Santa  Elena-Manglaralto, Ruta del Spondylus (anteriormente conocida como Ruta del Sol), en el desvío San Pablo-Colonche cuya carretera es asfaltada, existiendo 31 km desde el cantón Santa Elena.
El clima general de la comuna Palmar es cálido-seco, por estar ubicado en un sector costanero. La temperatura varía de 18 °C como mínima a 38 °C como máxima con una humedad relativa del 90 %. Las estaciones climatológicas son bien definidas. Entre diciembre y abril se presenta el invierno, esta época es medianamente lluviosa con la presencia de calor intenso y temperaturas de hasta 38 °C como máxima, el resto del año se denomina verano, el cual tiene temperaturas variables que oscilan entre 20 °C y 35 °C.
En la comunidad de Palmar existen aproximadamente 15 000 habitantes, tanto nativos como extranjeros/residentes; y estos se encuentran dividido en 11 barrios que son: Barrio Cruce de Palmar, Barrio  Santa  María, Barrio  Las Conchas, Barrio Los Esteros, Barrio 16 de Julio, Barrio Cristo del Consuelo, Barrio Santa Rita, Barrio  Las  Mercedes, Barrio  Santa  Verónica, Barrio  Pablo María, Barrio  Pueblo Nuevo.

## Sus habitantes
La actividad económica de Palmar está representada por el sector camaronero,  la  pesca  artesanal,  laboratorios  de  larvas,  servicio  doméstico,  producción de huevos de codornices,  talleres artesanales (tagua, concha perla, caña, madera, coco y piolas), ganadería, avicultura y agricultura.  Palmar tanto desde sus inicios,  como en la actualidad,  se ha caracterizado por la pesca artesanal, la cual se divide en dos grupos, uno de pescadores de mar abierto, que cuenta con las embarcaciones necesarias para dicha actividad y cuyos productos extraídos son destinados tanto para el sustento diario, como para la comercialización dentro del poblado: y otro de pescadores de manglar,  cuya actividad es destinada únicamente para el sustento diario. La actividad pesquera se basa en la captura con las diferentes artes de pesca y su producto es comercializado a los intermediarios que llevan la pesca a los diferentes mercados de nuestro país y otras especies son seleccionadas para su exportación debido al alto precio que tiene en el mercado internacional. La actividad acuícola que realizan los laboratorios de larvas y camaroneras, está destinada a la exportación y venta de larvas internamente.
La agricultura es escasa debido a la falta de riego y de incentivos económicos en el sector, solo se cultiva para consumo local productos de ciclo corto como:  pimiento,  pepino,  melón, sandía, maracuyá, tomate, maíz duro y camote. Existe poca actividad Ganadera y avícola en el sector pues no cuentan con los recursos necesarios para su desarrollo, existen criaderos de aves, cerdos, vacas y chivos.

## Ecosistemas
Palmar tiene una extensa playa de 2,5 km aproximadamente, el ancho de la misma en la zona activa es de 50 m, la zona pasiva de 10 m y la zona de construcción de 20 m. La playa tiene un corte natural en los dos extremos, al norte existen acantilados bajos con vegetación de bosque seco y al sur se puede observar una zona rocosa, la arena es fina y de coloración gris. 
Además se encuentra un manglar nombre común que reciben las formaciones vegetales siempre verdes que se desarrollan en los limos 
litorales salados y móviles (en plena zona de influencia de las mareas: estuarios, lagunas y ensenadas) presentes en la zona intertropical con una extensión aproximada de 36.86 hectáreas, presenta una gran diversidad de especies de flora y fauna, terrestre y acuática propias de este ecosistema.
Los manglares constituyen la única muestra representativa para la comuna de Palmar donde se destacan:  
- Mangle rojo

Se caracterizan por sus semillas colgantes de colores verdes o pardos, el tono de la corteza del árbol va de rosa a bastante rojo, la parte inferior de la hoja tiene pequeños puntos de color verde profundo. 
- Mangle negro

Posee hojas de forma puntiaguda con la parte inferior blanca y usualmente con granos de sal, su tronco es de color oscuro. 
- Mangle blanco

Se distingue porque tiene dos pequeñas glándulas anaranjadas o rojizas en la base de la hoja, sus hojas son ovaladas. 
- Mangle botón

Posee pequeños frutos en forma de conos redondos de color púrpura o marrón, se puede encontrar en la parte más alta y arenosa 
del manglar.
Ecosistema frágil
La destrucción del manglar no solo ha afectado a la pesca artesanal, sino a una serie de otras actividades productivas. Por ejemplo, de los manglares se extrae madera, la misma que es utilizada para la construcción de viviendas y postes. La utilización de la madera del manglar, que es incorruptible ha ocurrido desde épocas precolombinas,  durante la colonia y aún en nuestros días.
La madera extraída del manglar es extremadamente variable en color y diámetro. Por ejemplo Rhizophora mangle, produce una madera obscura y de poco diámetro. En el caso de Avicennia la madera es blanca y el diámetro es mayor. 
Esto ha hecho que la madera del manglar sea utilizada en diversas formas. Aquella de menor diámetro es destinada a la producción de carbón vegetal, actividad llevada a cabo por los llamados “carboneros” o para transformarla en leña. Los árboles de diámetro intermedio han sido usados como postes de luz o para cercas. Troncos de mayor diámetro han sido destinados para la construcción de vivienda. Hay personas especializadas en extracción y comercialización de los distintos tipos de madera.
No se conoce con exactitud la totalidad en extensión que poseía el manglar de Palmar, por referencia de sus pobladores del sector se conoce de que el manglar hasta la década de los 60 tenía 230 ha. En la actualidad el manglar vivo alcanza un área de 33,46 ha, representando el 14,55 %. Al momento existe un programa de reforestación de aproximadamente 10,39 ha, que dan una extensión total de 43,85 hectáreas, representando esto un 19,06 % siendo esto muy poco en relaciona a su extensión inicial.
Los asentamientos habitacionales ubicados muy cerca del ecosistema de manglares por parte de pobladores provenientes de la Provincia de Esmeraldas de escasos recursos económicos y la construcción de camaroneras, sin un adecuado manejo de sus desechos como producto de las siembras,  fertilización,  alimentación y la cosecha de las piscinas,  además de los desechos domésticos y humanos originados por los habitantes en sus riveras,  están provocando la contaminación del hábitat de un sinnúmero de especies que vienen a completar su ciclo de vida y alimentarse, trayendo esto la disminución de especies que son propias de este sistema de manglar.

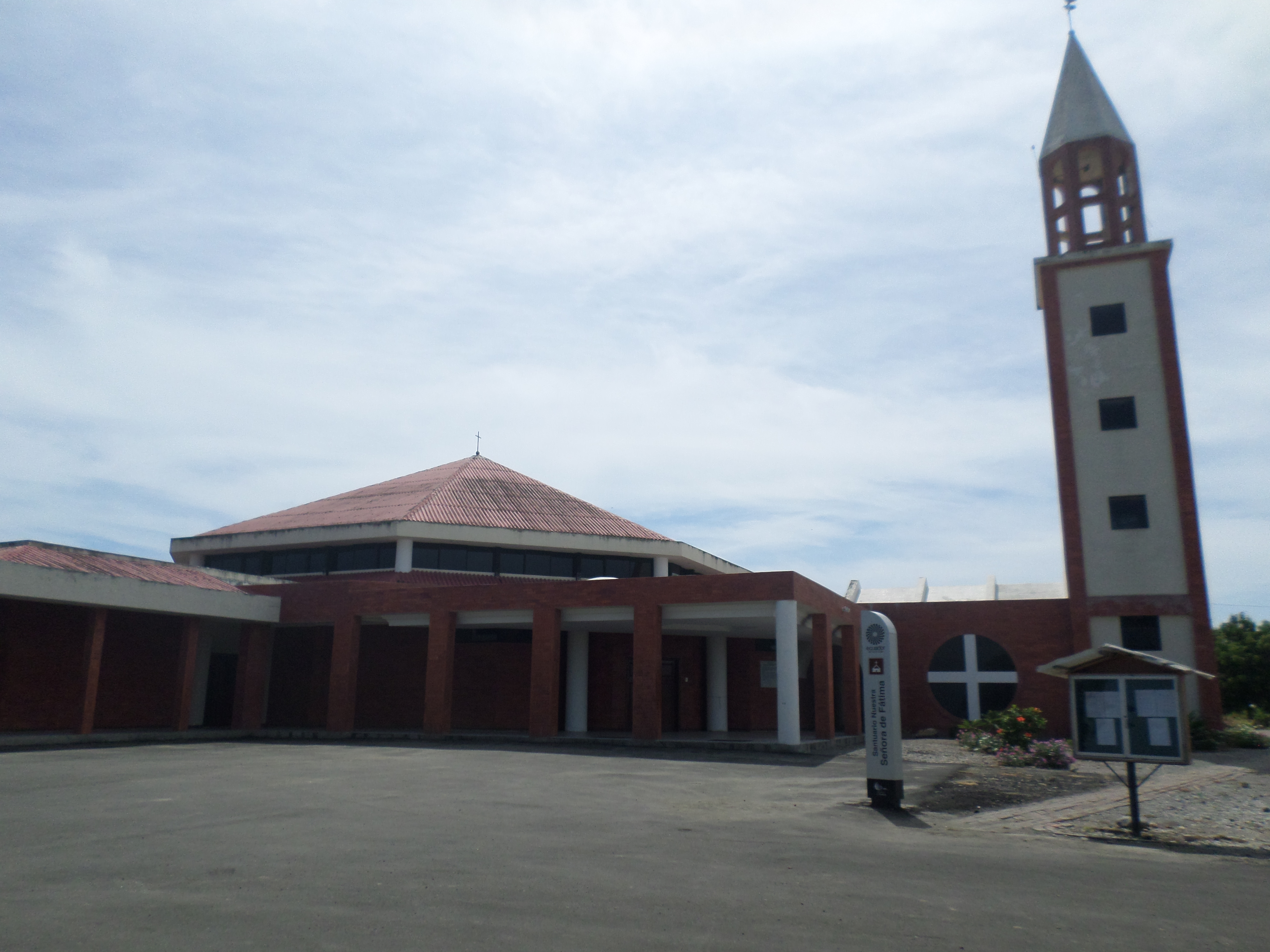
Santuario Virgen de Fátima

## Fiestas religiosas
- 22 de mayo, fiestas de Santa Rita de Casia "Patrona de los imposibles"
- 16 de julio, fiestas de la Virgen del Carmen "Patrona de los Pescadores"